# Fan på väggen
Fan på väggen är en sång av Ola Magnell från 1984. Den finns med på hans sjunde studioalbum Onkel Knut (1984) och utgavs även som singel i april 1985.

## Låtlista
1. "Fan på väggen"
2. "Lieman"

## Medverkande musiker
- Affe Byberg – trummor
- Tommy Cassemar – bas
- Micke Jahn – gitarr
- Ola Magnell – sång, gitarr
- Mats Ronander – gitarr, bakgrundssång
- Olle Westbergh – klaviaturer

### Fotnoter
1. ↑  ”Ola Magnell”. Svensk mediedatabas. Arkiverad från originalet den 25 juli 2014. https://web.archive.org/web/20140725171117/http://smdb.kb.se/catalog/search?q=ola%20magnell&sort=OLDEST. Läst 25 januari 2013.